# Жиль, Бертран
Бертран Жиль (фр. Bertrand Gille; род. 24 марта 1978 года, Валанс) — французский гандболист, выступавший сборную Франции, двукратный олимпийский чемпион, двукратный чемпион мира и двукратный чемпион Европы. Младший брат гандболиста и тренера Гийома Жиля.

## Карьера

### Клубная
Бертран Жиль — воспитанник клуба ГК «Лориоль». В 1996 году Бертран Жиль заключил первый профессиональный контракт с клубом «Шамбери». В составе «Шамбери» Жиль стал победителем чемпионата Франции в 2001 году, а также Бертран Жиль стал обладателем кубка Французской лиги в 2002 году. В 2002 году Бертран Жиль перешёл в немецкий клуб «Гамбург», в составе которого выиграл чемпионат Германии. В 2012 году Жиль вернулся во Францию, выступая за клуб «Шамбери».

### В сборной
За сборную Франции Бертран Жиль сыграл 268 матча и забросил 806 мячей. Дебютировал Жиль за сборную 29 ноября 1997 года в матче против Чехии. Лучший линейный Олимпийских игр 2008 года и чемпионатов мира 2001 и 2011 годов.

## Награды

### Клубные
- Чемпион Франции: 2001
- Обладатель Кубка французской лиги: 2002
- Чемпион Германии: 2011
- Обладатель суперкубка Германии: 2004, 2006, 2010, 2011
- Обладатель кубка Германии: 2004, 2008
- Победитель летних Олимпийских игр: 2008, 2012[1]

## Статистика
| Сезон     | Клуб       | Лига       | Матчи | Голы | 7-метр | Голы |
| --------- | ---------- | ---------- | ----- | ---- | ------ | ---- |
| 2002/03   | ГК Гамбург | Бундеслига | 32    | 154  | 6      | 148  |
| 2003/04   | ГК Гамбург | Бундеслига | 34    | 139  | 0      | 139  |
| 2004/05   | ГК Гамбург | Бундеслига | 26    | 126  | 3      | 123  |
| 2005/06   | ГК Гамбург | Бундеслига | 27    | 101  | 7      | 94   |
| 2006/07   | ГК Гамбург | Бундеслига | 32    | 124  | 0      | 124  |
| 2007/08   | ГК Гамбург | Бундеслига | 29    | 99   | 3      | 96   |
| 2008/09   | ГК Гамбург | Бундеслига | 27    | 76   | 0      | 76   |
| 2009/10   | ГК Гамбург | Бундеслига | 16    | 25   | 0      | 25   |
| 2010/11   | ГК Гамбург | Бундеслига | 32    | 51   | 0      | 51   |
| 2011/12   | ГК Гамбург | Бундеслига | 24    | 40   | 0      | 40   |
| 2002—2012 | Итого      | Бундеслига | 279   | 935  | 19     | 916  |